# Jennifer Higdon
Jennifer Elaine Higdon (ur. 31 grudnia 1962 w Nowym Jorku) – amerykańska kompozytorka, dyrygentka i flecistka; laureatka Nagrody Pulitzera.

## Życiorys
Urodzona na nowojorskim Brooklynie, dorastała na górskich terenach wschodniego Tennessee, wcześniej spędzając dziesięć lat w Atlancie. W swojej karierze odebrała liczne nagrody (m.in. Stypendium Guggenheima i dwie nagrody od American Academy of Arts & Letters). Jej orkiestrowy utwór Shine został przez „USA Today” wybrany najlepszą klasyczną kompozycją roku 1996. Wykłada w Curtis Institute of Music. Za Violin Concerto otrzymała w 2010 Nagrodę Pulitzera w dziedzinie muzyki.
Jest zdeklarowaną lesbijką. Żyje wraz ze swoją długoletnią partnerką Cheryl Lawson w Filadelfii.